# James Butler, 2.º Duque de Ormonde
James Butler, 2.º Duque de Ormonde (Dublin, 29 de abril de 1665 - Avinhão, 16 de novembro de 1745) estadista e militar irlandês, filho de Thomas Butler, 6.º Conde de Ossory e neto de James Butler, 1.º Duque de Ormond. Ele foi o terceiro do ramo Kilcash da família a herdar o condado de Ormonde.

## Carreira militar
Nascido em Dublin, foi educado na França, e depois no colégio de Christ Church, Oxford. Com a morte de seu pai em 1680, recebeu o título de Earl de Ossory (nome alternativo na nobreza irlandesa para o de Conde de Ormonde). Recebeu o comando de um regimento de cavalaria irlandesa em 1684, e depois da subida ao trono de Jaime II de Inglaterra, serviu pela sua causa contra James Scott, Duque de Monmouth durante sua rebelião em 1685.
Depois de suceder a seu avô como duque de Ormonde em 1688, uniu-se ao grupo de Guilherme III de Inglaterra quando invadiu a Inglaterra e inició sua reclamação sobre o trono. Guilherme o nomeou coronel de um regimento de guardas a cavalo, que comandou na batalha de Boyne. Em 1691, serviu no continente e com a subida ao trono da rainha Ana passou a ser comandante das forças terrestres que cooperavan com Sir George Rooke na Espanha, combatendo na batalha de Cádiz e na batalha de Rande. Depois de ser nomeado membro do Conselho Privado do Reino Unido, Ormonde sucedeu a Lawrence Hyde, Conde de Rochester, como vice-rei da Irlanda em 1703, cargo que ocupou até 1707.
Depois da demissão de John Churchill, 1.º Duque de Marlborough, em 1711, Ormonde foi nomeado Capitão-Geral em seu lugar e aceitou seu uso como instrumento por parte do ministério tory, cuja política consistia em seguir com a Guerra da Sucessão Espanhola nos Países Baixos enquanto forneciam ordens secretas a Ormonde de que não apoiara ativamente a nenhum de seus aliados no grupo do príncipe Eugénio de Saboia.
A posição de Ormonde como Capitão-Geral o tornou um personagem de muita importância durante a crise depois da morte da rainha Ana. Ainda que em 1688 tinha apoiado a Revolução, sentia desde sempre simpatia pelos Tories, e politicamente era partidario de Henry St John, 1.º Visconde de Bolingbroke. Durante os últimos anos de vida da rainha, Ormonde tinha sem dúvida inclinações jacobitas; trocava mensagens com seu primo, Piers Butler, terceiro visconde de Galmoye, que comandava um regimento jacobita, e com James, Duque de Berwick. Entretanto, se uniu a Bolingbroke e a Robert Harley, primeiro Conde de Oxford, na proclamação do rei Jorge I da Grã-Bretanha, que de toda forma lhe tirou seu cargo de Capitão-geral.
Em junho de 1715 foi iniciada uma ação contra ele e fugiu para a França, onde viveu por algum tempo com Bolingbroke. Em 1716 suas extensas propriedades foram confiscadas a favor da coroa mediante um ato do Parlamento. Seu irmão Charles Butler, 1.º Conde de Arran, conseguiu recomprar o título posteriormente, mediante outro ato do Parlamento, convertendo-se portanto no 3.º duque de Ormonde.

## Traição
Depois de tomar parte na Revolta Jacobita de 1715, Ormonde se estabeleceu na Espanha, onde se manteve próximo da corte e gozou de uma pensão da coroa. Inclusive formou parte de um plano para invadir a Inglaterra e restaurar ao The Old Pretender o trono em 1719, mas a frota foi destruída por uma tormenta perto da Galiza. Ao final de sua vida, residiu principalmente em Avinhão, onde recebeu a visita em 1733 de Lady Mary Wortley Montagu. Ormonde morreu em 16 de novembro de 1745, e foi enterrado na abadia de Westminster.
Foi o oitavo chanceler do Trinity College em Dublin, entre 1688 e 1715.